# José Gutiérrez Portilla
José Gutiérrez Portilla (Torrelavega, Cantabria, 15 de noviembre de 1933 - Santander, 20 de marzo de 1994) fue un político español que desempeñó la función de alcalde de Torrelavega entre 1984 y 1994, además de presidente del Partido Socialista de Cantabria desde 1990 hasta su fallecimiento.

## Biografía
Desde los doce años hasta su jubilación por excedencia (1984) trabajó en la química Solvay como delineante, donde llegó a formar parte del comité de empresa.
Se inició en la política con la llegada de la democracia, así entre 1979 y 1983 fue concejal de urbanismo. Tras la dimisión del entonces alcalde Manuel Rotella, ocupó el cargo de regidor municipal desde el 13 de diciembre de 1984 hasta el día de su fallecimiento. A partir de 1990 ostentó la presidencia del Partido Socialista de Cantabria.
Las malas relaciones de Gutiérrez Portilla con el presidente de Cantabria quedaron patentes cuando el 14 de diciembre de 1988 declaró públicamente que "Hormaechea debe disfrazarse de cerdo, porque le gusta revolcarse en la basura"; la fiscalía pidió diez años y un día de prisión más 100 000 pesetas por injurias y calumnias graves al presidente, finalmente Hormaechea retiró la querella. Otro hecho controvertido, fue cuando el 20 de febrero de 1992 pidió una reforma de la Constitución para poder incluir la pena de muerte a los terroristas, tras un atentado de ETA en Santander que acabó con la vida de tres personas.
José Gutiérrez Portilla falleció en el Hospital Universitario Marqués de Valdecilla a los 60 años de edad, el 20 de marzo de 1994, tras haber estado ingresado en estado grave desde el 12 de febrero, debido a una insuficiencia respiratoria que sufría desde hacía tiempo.